# Летећа бомба
Летећа бомба је врста аеродинамичког вођеног пројектила са непокретним крилима, властитим погоном и системом вођења или самонавођења на даљину. Од ракете се разликује по томе што крила имају улогу стварања узгона и повећања долета бомбе.

## Историја и развој
Идеју за остварење дао је француски официр Рене Лорин. Он 1907. предлаже авион самоносећих крила, са набојно-млазним мотором (Лоренова цијев, Лорен-мотор), тежине 500 kg. Предвиђа вођење летеће бомбе радиом, а за стабилан лет жироскоп за правац, анероидну кутију за одржавање висине и полијетање катапултом.
У Првом свјетском рату ради се на развоју летећих бомби. Тако америчка летећа бомба Баг (Bug) има облик авиона двокрилца, мотор од 40 КС и тежину 270 kg, од тога је пола експлозива. Домет је био око 80 km. Створена је и прва формација ових летећих бомби али није употријебљена због краја рата.
У Другом свјетском рату Нијемци масовно користе летеће бомбе земља земља V-1 (Fieseler Fi-103, Фау-1, ФГЗ-76) за бомбардовање Лондона и касније Антверпена. Избачено је преко 9.300 летећих бомби, од којих је убијено око 6.139, а теже рањено 17.239 особа. На циљ је стигло 29% пројектила, 25% је пало због техничких проблема послије или на самом лансирању, а остало је оборила ПАВ артиљерија или ловци.
Летећа бомба ваздух земља развијена је од планирајуће бомбе са додатним погонским уређајима. Њемачке летеће бомбе Хеншел Хс-293 (Henschel Hs 293) и њихов развој верзије 294, 295 и 296 су кориштене за нападе на бродове савезника. Летеће бомбе земља-ваздух су такође развијане од Нијемаца (Хеншел Хс 117), али нису употријебљене у рату.
Послије Другог свјетског рата долази до наглог развоја летећих бомби свих врста, за 4 основне намјене: земља-земља (противтенковске, тактичке, стратешке), земља-ваздух, ваздух-земља и ваздух-ваздух.
Као представници летећих бомби у послијератном периоду се могу узети противтенковске ракете SS.10, SS.11, Свингфајер (Swingfire), Маљутка, летеће бомбе земља-земља стратешке намјене SM-62 Snark и SM-64 Навајо (Navaho), земља-ваздух Бладхаунд (Bloodhound), Хок (Hawk), ваздух-ваздух Matra R-530, Феникс (Phoenix), и ваздух-земља Блу Стил (Blue Steel) и Хаунд Дог (Hound Dog).